# Wybory parlamentarne na Mauritiusie w 2019 roku

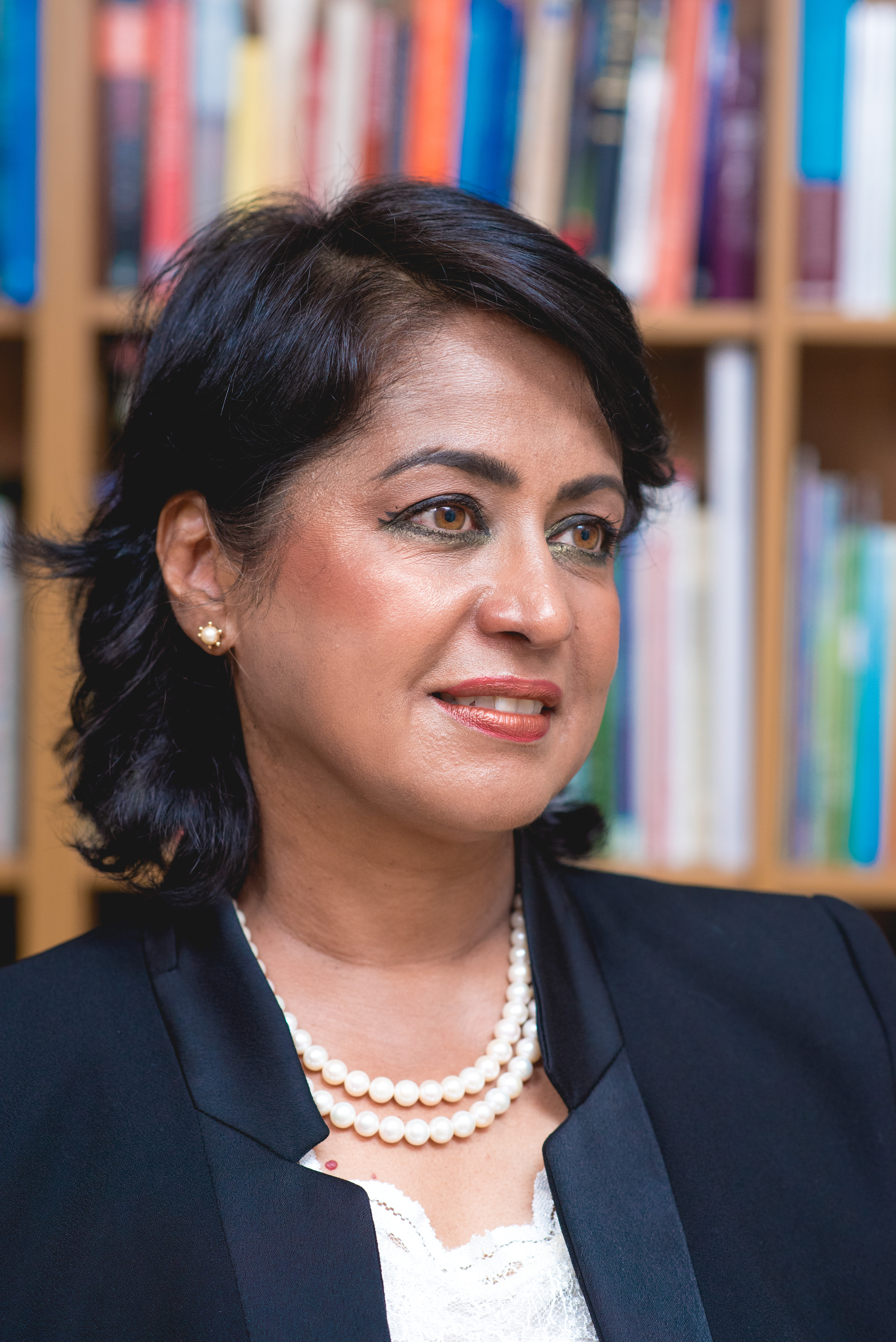
W marcu 2018 roku prezydent Ameenah Gurib-Fakim stała się bohaterką skandalu finansowego, w wyniku którego niechętnie ustąpiła ze stanowiska

Wybory parlamentarne na Mauritiusie w 2019 roku – wybory parlamentarne na Mauritiusie przeprowadzone 7 listopada 2019 roku w celu odnowienia składu Zgromadzenia Narodowego Mauritiusu po zakończeniu jego kadencji.
Po raz pierwszy od 1976 roku w kampanii wyborczej dominowały nie dwie, lecz trzy partie polityczne. Wywołało to obawy, że taka sytuacja może doprowadzić do konieczności utworzenia rządu koalicyjnego. Kampania charakteryzowała się również kwestionowaniem części zasad systemu wyborczego, dotyczących podziału społeczeństwa na cztery grupy ze względu na pochodzenie etniczne. W czasie kampanii podnoszono również sposób, w jaki premier Pravind Jugnauth doszedł w 2017 roku do władzy, zastępując swojego ojca Anerooda Jugnautha, co przeciwnicy polityczni uznali na przejaw „dynastyczności”.
Ostatecznie wybory wygrała koalicja Morisien Alliance, w której dominującą rolę pełnił Walczący Ruch Socjalistyczny (MSM) pod przewodnictwem Pravinda Jugnautha, który został ponownie mianowany premierem. 2 grudnia Zgromadzenie Narodowe wybrało kandydata zwycięskiej koalicji Prithvirajsinga Roopuna na prezydenta kraju.

## Tło
Poprzednie wybory parlamentarne w 2014 roku doprowadziły do zmiany krajowego przywództwa. Głosowanie wygrała trójpartyjna koalicja Alliance Lepep (pol. Sojusz Ludowy) skupiająca Walczący Ruch Socjalistyczny (ang. Militant Socialist Movement, MSM), Partię Socjaldemokratyczna Mauritiusu (ang. Mauritius Social Democratic Party, PMSD) i Muvman Liberater (ML) . Tym samym Anerood Jugnauth (MSM) objął stanowisko premiera. Wcześniej pełnił tę funkcję w latach 1982–1995 oraz 2000–2003, a w latach 2003–2012 był prezydentem kraju.
23 stycznia 2017 roku wycofał się z życia politycznego, a jego następcą został jego syn, Pravind Jugnauth, ówczesny minister finansów. W tym samym roku PMSD opuściło rząd i przyłączyło się do opozycyjnej Partii Pracy (PTr), tworząc National Alliance (pol. Sojusz Narodowy). W tym samym czasie Walczący Ruch Mauritiusu (MMM) zakończył sojusz z PTr. Ustępujący rząd odnowił koalicję między MSM i ML pod nazwą Alliance Morisien utrzymując się u władzy do końca kadencji.
W marcu 2018 roku dziennik „L'Express” opublikował dokumenty bankowe, z których wynikało, że niezależna prezydent Ameenah Gurib-Fakim używała do celów osobistych karty bankowej przekazanej jej przez Planet Earth Institute, organizację pozarządową, której prezes, angolski miliarder Álvaro Sobrinho, był ścigany w Portugalii i Szwajcarii za defraudację. Wybrana w 2015 roku przez parlament Gurib-Fakim, biolog o międzynarodowej renomie, była pierwszą kobietą na stanowisku prezydenta Mauritiusu. Funkcja ta w ustroju politycznym Mauritiusu jest w dużej mierze reprezentacyjna.
9 marca premier Pravind Jugnauth ogłosił, że prezydent Gurib-Fakim zrezygnuje ze stanowiska wkrótce po obchodach 50. rocznicy niepodległości przypadających 12 marca, a przed sesją parlamentu zaplanowaną na koniec miesiąca. Jednak 14 marca głowa państwa ogłosiła, że pozostanie na swoim stanowisku, odrzucając wszystkie oskarżenia pod jej adresem i stwierdzając, że jest zdecydowana bronić się w sądzie. Prezydent stwierdziła, że użyła karty bankowej tylko przez pomyłkę i że zwróciła całą kwotę o równowartości 27 000 dolarów amerykańskich. Jej wypowiedzi nie wystarczyły, aby wyciszyć sprawę, która szybko przybrała formę skandalu państwowego. Gurib-Fakim ostatecznie złożyła rezygnację 17 marca ze skutkiem od 23 marca, ustępując miejsca swojemu wiceprezydentowi Barlenowi Vyapoory’emu, członkowi MSM, który przejął obowiązki tymczasowego prezydenta.

## System wyborczy

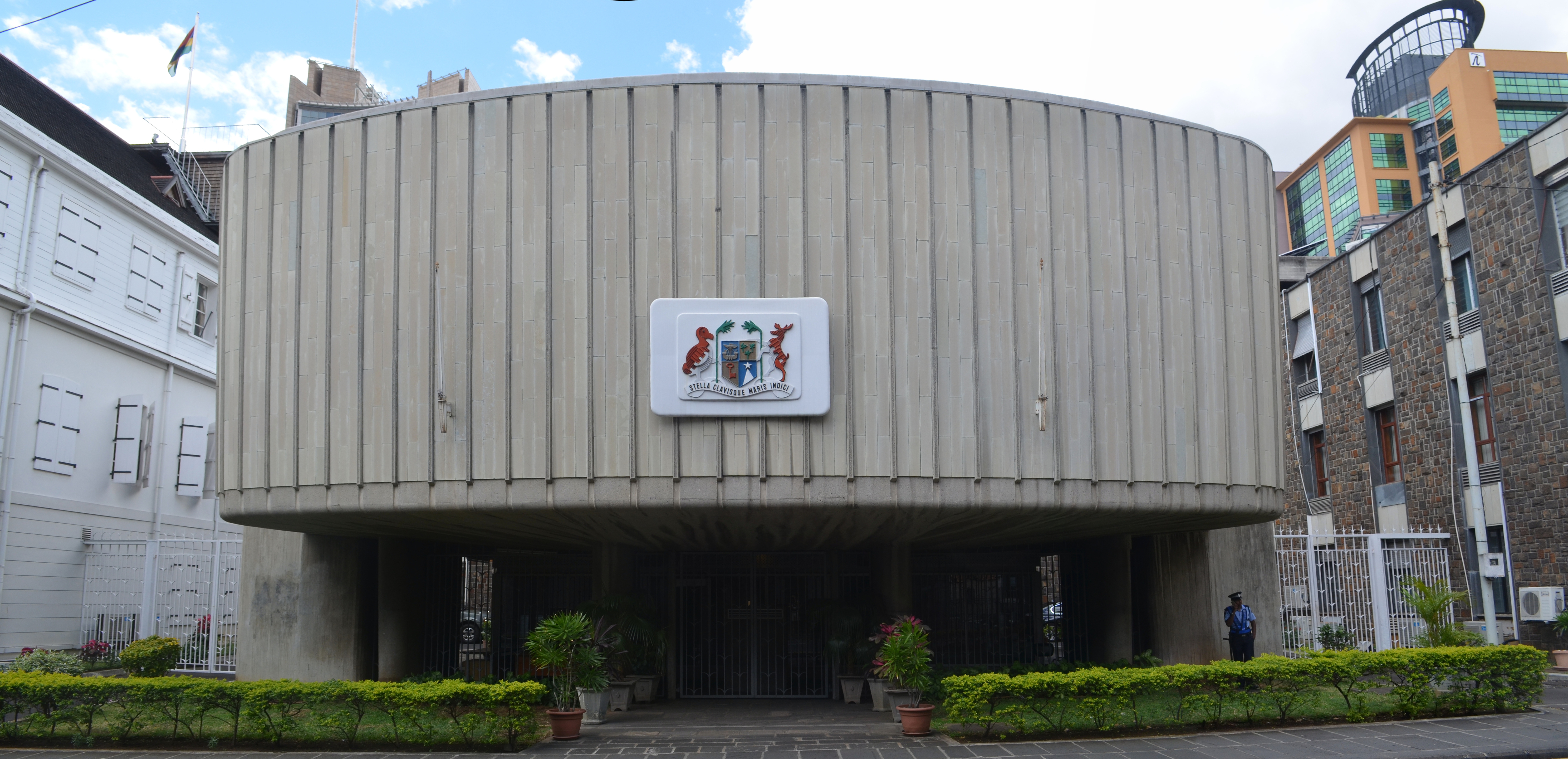
Siedziba Zgromadzenia Narodowego Mauritiusu w Port Louis

Jednoizbowy parlament Mauritiusu, Zgromadzenie Narodowe, liczy maksymalnie 70 miejsc, odnawianych co pięć lat, z czego 62 są wybierane w głosowaniu powszechnym w ramach systemu większości wielomandatowej w 20 okręgach wyborczych, w których w każdym można zdobyć po trzy miejsca, oraz w okręgu dwuosobowym obejmującym wyspę Rodrigues. Wyborcy dysponują taką liczbą głosów, ile jest miejsc do obsadzenia w ich okręgu wyborczym, i rozdzielają je w proporcji jeden głos na każdego kandydata. Ci, którzy zdobędą najwięcej głosów, zostają uznani za wybranych na posłów. Ponieważ wyborcy najczęściej głosują na kandydatów proponowanych przez tę samą partię, wynik ma wyraźną tendencję większościową, podobnie jak w głosowaniu w systemie większościowym.
Do tej liczby dodawane jest maksymalnie ośmiu dodatkowych posłów wyznaczonych przez komisję wyborczą. Wybierani są oni spośród tzw. „najlepszych przegranych”, którzy uzyskali najlepsze wyniki wśród kandydatów, którym nie udało się zostać wybranymi w głosowaniu powszechnym. Nominacje te mają na celu skorygowanie ewentualnego braku reprezentacji różnych grup etnicznych w kraju, przy jednoczesnym utrzymaniu przewodnictwa partii, która zajęła pierwsze miejsce w głosowaniu.
W ramach obsadzania miejsc dla „najlepszych przegranych” społeczność podzielono na cztery grupy, na podstawie spisu powszechnego z 1972 roku: Hindusów, Muzułmanów, Chińczyków oraz tzw. ogół populacji. Ta ostatnia grupa składa się w większości z ludności kreolskiej pochodzenia afrykańskiego oraz francuskiego i zgodnie z konstytucją zrzesza każdego wyborcę, który „ze względu na swój styl życia” nie może być uznany za należącego do jednej z trzech poprzednich społeczności. Wszyscy kandydaci muszą przy składaniu aplikacji zadeklarować, że są członkami jednej z tych czterech społeczności. Aplikacja odbywa się na podstawie osobistego oświadczenia, ale każdy wyborca może je zakwestionować przed Sądem Najwyższym, jeśli uzna, że zostało ono fałszywie ustalone.
Po podziale 62 bezpośrednich mandatów, następuje po kolei podział maksymalnie ośmiu miejsc dla „najlepszych przegranych”, zgodnie z dwuetapowym kluczem podziału opartym na metodzie d’Hondta. Kwotę tę oblicza się, dzieląc liczbę miejsc w każdej społeczności określoną w spisie powszechnym z 1972 roku przez liczbę miejsc już zdobytych przez kandydatów, którzy zadeklarowali swoją przynależność do danej społeczności, powiększoną o jeden. Społeczność, która uzyskała największą liczbę głosów, otrzymuje miejsce przydzielane kandydatowi, który otrzymał najwięcej głosów spośród kandydatów niewybranych w głosowaniu powszechnym. Kwoty te są przeliczane w pierwszej kolejności z uwzględnieniem społeczności, która utrzymała największą liczbę głosów, a następnie kolejnej społeczności przydzielane jest kolejne miejsce.
Pierwsze cztery miejsca rozdzielane są zatem bez uwzględnienia przynależności politycznej „najlepszych przegranych” – poza wykluczeniem kandydatów niezależnych – w celu promowania reprezentacji różnych społeczności. Pozostałe cztery miejsca przydzielane są tą samą metodą, ale rozdzielane pomiędzy „największych przegranych” partii, która zdobyła najwięcej miejsc w wyborach bezpośrednich. Dzięki temu wyniki „najlepszych przegranych” nie powodują utraty przez zwycięską partię przewagi nad pozostałymi partiami politycznymi lub ewentualnie utraty bezwzględnej większości w izbie. W ten sposób największe ugrupowanie otrzymuje co najmniej tyle miejsc, ile przydzielono partiom innym niż ona sama, gdy wyznaczono pierwszych czterech „najlepszych przegranych”. Jeśli zwycięskiej partii przyznano już miejsca w czwórce najlepszych, do obsadzenia pozostaje taka sama liczba miejsc. Jedno z nich może zostać następnie przydzielone kolejnej partii, która zdobędzie najwięcej głosów, jeśli nie otrzymała jeszcze żadnego „najlepszego przegranego”, a następnie kolejnej partii, jeśli zajdzie taka potrzeba, i tak dalej. Podział drugiej części „najlepszych przegranych” odbywa się jednak wyłącznie na korzyść kandydatów z partii, które uzyskały przynajmniej jeden mandat w głosowaniu bezpośrednim. W związku z tym może się zdarzyć, że żadna partia nie otrzyma jednego z tych miejsc, jeśli żadna z nich nie będzie miała wybranego kandydata ze społeczności, którego mogłaby faworyzować. Liczba miejsc może się zatem różnić w zależności od wyborów. Dzień wyborów jest również dniem wolnym od pracy.

## Ugrupowania parlamentarne
Poniższa tabela przedstawia ugrupowania parlamentarne, które wzięły udział w wyborach w 2019 roku. Na końcu tabeli podano ich rezultat uzyskany pięć lat wcześniej.
| Partia | Partia                                       | Ideologia                                                      | Przewodniczący      | Rezultat w 2014 roku |
| ------ | -------------------------------------------- | -------------------------------------------------------------- | ------------------- | -------------------- |
|        | Walczący Ruch Socjalistyczny (MSM)           | Centrolewica socjalizm demokratyczny, socjaldemokracja         | Pravind Jugnauth    | 37 posłów            |
|        | Muvman Liberater (ML)                        | Lewica socjalizm demokratyczny                                 | Ivan Collendavelloo | 7 posłów             |
|        | Partia Pracy (PTr)                           | Centrolewica socjalizm demokratyczny, socjaldemokracja         | Navin Ramgoolam     | 4 posłów             |
|        | Partia Socjaldemokratyczna Mauritiusu (PMSD) | Centroprawica i prawica konserwatyzm, frankofilia              | Xavier-Luc Duval    | 7 posłów             |
|        | Walczący Ruch Mauritiusu (MMM)               | Centrolewica socjalizm demokratyczny, socjaldemokracja         | Paul Bérenger       | 12 posłów            |
|        | Organisation du peuple rodriguais (OPR)      | Lewica autonomizm regionalny, obrona interesów wyspy Rodrigues | Serge Clair         | 2 posłów             |

## Kampania wyborcza

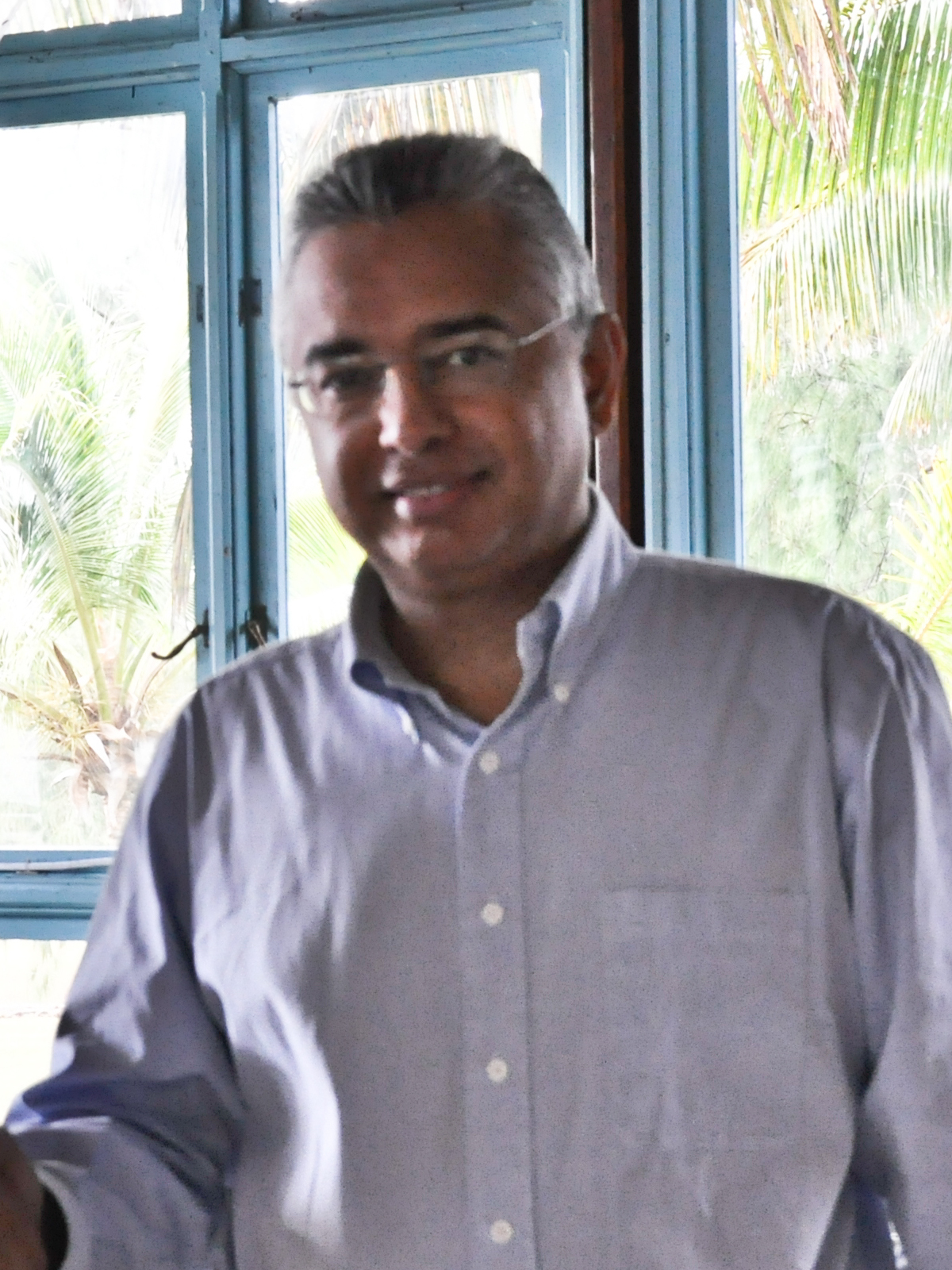
Pravind Jugnauth

Okres kampanii wyborczej na Mauritiusie obejmuje pięć tygodni poprzedzających wybory. Choć spotkania wyborcze były ocenione przez komentatorów jako intensywne to przebiegały spokojnie i bez przemocy, mimo pewnych ataków personalnych między kandydatami w mediach społecznościowych. Kampania koncentrowała się na: wzroście gospodarczym, zadłużeniu, wsparciu dla osób starszych, infrastrukturze i turystyce. Główne partie polityczne organizowały liczne wiece, a ich uczestnicy przywdziewali barwy swoich ugrupowań: pomarańczowe dla MSM, fioletowe dla MMM, a także czerwone i niebieskie dla PTr i PMSD będących w koalicji wyborczej. W wyborach wystartowała rekordowa liczba kandydatów – 817, w tym 148 kobiet.
W czasie kampanii premier Pravind Jugnauth podkreślał swoje osiągnięcia gospodarcze. Gospodarka Mauritiusu, w której dominowała produkcja cukru, odnotowała wzrost na poziomie 3,7% w 2018 roku. Dzięki dynamicznemu rozwojowi sektorów turystyki, bankowości i budownictwa zwiększył się poziom jej dywersyfikacji. Tuż przed wyborami wyspa została usunięta z prowadzonej przez Unię Europejską szarej listy krajów uważanych za raje podatkowe i zajmowała 13. miejsce w Afryce pod względem łatwości prowadzenia działalności gospodarczej. Zdaniem premiera infrastruktura skorzystała na znaczącej modernizacji przeprowadzonej przez jego gabinet, czego symbolem jest budowa systemu lekkiego metra, które oddano do użytku w grudniu 2019 roku, czyli już po wyborach parlamentarnych. Jugnauth prowadził również kampanię opartą na kwestiach polityki socjalnej: wprowadzeniu przez jego rząd płacy minimalnej w wysokości 8140 rupii miesięcznie (około 200 euro), podniesieniu wysokości emerytur i reformie kodeksu pracy korzystnej dla pracowników. Premier twierdził, że „w ciągu dwóch i pół roku dokonał tego, czego poprzedni rząd pod przewodnictwem Navina Ramgoolama nie zdołał dokonać w latach 2005–2014”.

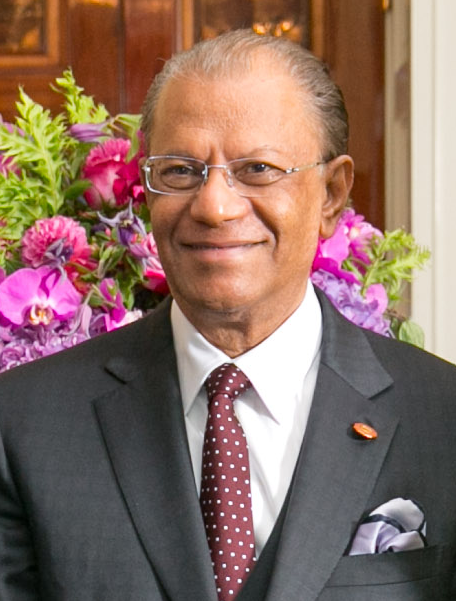
Navin Ramgoolam

Pravind Jugnauth był jednak krytykowany przez okoliczności, w jakich doszedł do władzy, i liczne sprawy, które rzuciły cień na jego mandat. Opozycja ponownie potępiła dynastyczny charakter przekazania władzy z rąk ojca synowi, co w tamtym czasie wywołało ożywione kontrowersje i bezskuteczne apele o wcześniejsze wybory. Przywódca Partii Pracy (PTr), Navin Ramgoolam – premier w latach 1995–2000 i 2005–2014, syn Seewoosagura Ramgoolama, który sam był premierem w latach 1968–1983 – oświadczył, że chce „uwolnić kraj spod jarzma klanu Jugnauthów” i „zablokować drogę korupcji, nepotyzmowi, wypaczaniu instytucji i przywłaszczaniu środków publicznych”. Paul Bérenger z Walczącego Ruch Mauritiusu (MMM) odniósł się do sukcesji z 2017 roku jako do „pułapki dynastycznej papa-piti” (z ojca na syna), pełną różnego rodzaju skandali. Okres rządów premiera Pravinda Jugnautha naznaczony był licznymi przypadkami korupcji, co doprowadziło do oskarżeń korupcyjnych wobec kilku ministrów. W tym okresie także prezydent Ameenah Gurib-Fakim została zmuszona do rezygnacji w marcu 2018 roku wskutek skandalu finansowego.
Pomimo napięć między trzema głównymi partiami, ich programy niewiele różniły się pod względem ekonomicznym. Wszystkie trzy ugrupowania oscylowały wokół nurtu socjaldemokratycznego, w którym państwo odgrywa rolę podmiotu ułatwiającego rozwój gospodarczy w ramach wartości zakorzenionych w liberalizmie. Ich programy objęły również obietnice pogłębienia demokracji, sprawiedliwości, walki z korupcją i handlem narkotykami. Każda z partii twierdziła, że jest w stanie najlepiej poradzić sobie z tymi problemami.
System wyborczy z obowiązującym podziałem ludności Mauritiusu na cztery społeczności stał się przedmiotem kontrowersji w czasie kampanii. W 2014 roku wprowadzono prawo do kandydowania jako „Maurytyjczycy” bez deklarowania przynależności etnicznej. Skorzystanie z tego prawa pozbawiało jednak potencjalnych kandydatów możliwości wygrania mandatu dla „najlepszego przegranego”. Niektórzy kandydaci, w tym przedstawiciele krytykującej istniejący system przynależności etnicznej partii Rezistans ek Alternativ odmówili złożenia deklaracji o swojej przynależności. Komisja wyborcza odrzuciła jednak wnioski dwudziestu sześciu kandydatów, nakazując im wskazanie społeczności, z której pochodzą. Michaëlla Seblin z portalu lexpress.mu oskarżyła premiera Pravinda Jugnautha o stanie za decyzją komisji wyborczej, od której skarżący wnieśli apelację do Sądu Najwyższego. 26 października Sąd Najwyższy orzekł, że wnioski określające kandydatów jako „Maurytyjczyków” za niezgodne z konstytucją, ponieważ w ustawie zasadniczej wspomniano wyłącznie o czterech społecznościach.
W przeciwieństwie do poprzednich wyborów, po raz pierwszy od 1976 roku w kampanii dominowały trzy partie, a nie dwie. Walczący Ruch Mauritiusu pod przywództwem Paula Bérengera, byłego premiera w latach 2003–2005 i byłego sojusznika Navina Ramgoolama, zdecydował się na de facto samodzielny start. Potencjalny podział głosów był określany przed głosowaniem jako na tyle duży, że zakładano możliwość powstania kryzysu parlamentarnego, mogącego zmusić różne partie do utworzenia rządu koalicyjnego. Brak faktycznej dwupartyjności w wyborach parlamentarnych sprawił, że media porównywały je z wyborami z 1976 roku, pierwszymi w kraju od czasu uzyskania niepodległości w 1968 roku, w których partie, które zajęły drugie i trzecie miejsce, utworzyły koalicję, gdyż zwycięski wówczas Walczący Ruch Mauritiusu nie uzyskał bezwzględnej większości. Komentatorzy określali wybory z 2019 roku jako mogące położyć kres dominacji dwóch głównych rodzin politycznych kraju. Poza krótkim okresem w latach 2003–2005, gdy na czele rządu stał Paul Bérenger, stanowisko premiera zawsze zajmował członek społeczności hinduskiej, przy czym wszyscy byli członkami rodzin Jugnauth lub Ramgoolam.

## Głosowanie
Chociaż wybory przebiegły spokojnie, w dniu wyborów doszło do nietypowo dużej liczby incydentów związanych z osobami, które nie mogły głosować, ponieważ ich nazwiska nie znajdowały się na liście wyborców. Sytuacja ta spowodowała, że Navin Ramgoolam publicznie wyraził zaniepokojenie, uznając ich liczbę za nadzwyczajnie wysoką. Według komisji wyborczej liczba takich wyborców wyniosła 6813, a przyczyną był fakt, że osoby te zapomniały zarejestrować się na listach wyborczych. Frekwencja końcowa wyniosła 76,84%, co stanowiło niewielki wzrost w porównaniu z poprzednimi wyborami w 2014 roku, w których odnotowano najniższą w historii kraju frekwencję wynoszącą 74,11%.

## Wyniki
Ponieważ każdy wyborca dysponuje więcej niż jednym głosem, ich łączna liczba jest znacznie większa od liczby ważnie oddanych głosów.
| Schemat składu Zgromadzenia Narodowego po wyborach |                                       |                                   |               |       |         |         |         |         |  |
| Partia                                             | Partia                                | Partia                            | Liczba głosów | %     | Miejsca | Miejsca | Miejsca | Miejsca |  |
| Partia                                             | Partia                                | Partia                            | Liczba głosów | %     | Liczba  | Np      | Łącznie | +/-     |  |
|                                                    |                                       | Walczący Ruch Socjalistyczny      | 805 036       | 37,68 | 34      | 3       | 37      |         |  |
|                                                    | Muvman Liberater                      | 2                                 | 805 036       | 37,68 | 0       | 2       | 5       |         |  |
|                                                    | Mouvement Alan Ganoo                  | 1                                 | 805 036       | 37,68 | 1       | 2       | 2       |         |  |
|                                                    | Plateforme Militante                  | 1                                 | 805 036       | 37,68 | 0       | 1       | 1       |         |  |
| Alliance Morisien                                  | Alliance Morisien                     | 38                                | 805 036       | 37,68 | 4       | 42      | 2       |         |  |
|                                                    |                                       | Partia Pracy                      | 710 782       | 33,27 | 11      | 2       | 13      | 9       |  |
|                                                    | Partia Socjaldemokratyczna Mauritiusu | 3                                 | 710 782       | 33,27 | 1       | 4       | 3       |         |  |
|                                                    | Mouvement Jean Claude Barbier         | 0                                 | 710 782       | 33,27 | 0       | 0       |         |         |  |
| National Alliance                                  | National Alliance                     | 14                                | 710 782       | 33,27 | 3       | 17      | 6       |         |  |
|                                                    | Walczący Ruch Mauritiusu              | Walczący Ruch Mauritiusu          | 439 402       | 20,57 | 8       | 1       | 9       | 3       |  |
|                                                    | Partia Reform                         | Partia Reform                     | 30 350        | 1,42  | 0       | 0       | 0       |         |  |
|                                                    | Organisation du peuple rodriguais     | Organisation du peuple rodriguais | 20 777        | 0,97  | 2       | 0       | 2       |         |  |
|                                                    | Parti Kreol Morisien                  | Parti Kreol Morisien              | 19 302        | 0,90  | 0       | 0       | 0       |         |  |
|                                                    | 100% Citoyens                         | 100% Citoyens                     | 19 199        | 0,90  | 0       | 0       | 0       |         |  |
|                                                    | Front Solidarności Mauritiusu         | Front Solidarności Mauritiusu     | 12 898        | 0,60  | 0       | 0       | 0       |         |  |
|                                                    | inne partie                           | inne partie                       | 46 155        | 2,16  | 0       | 0       | 0       |         |  |
|                                                    | Niezależni                            | Niezależni                        | 32 512        | 1,52  | 0       | 0       | 0       |         |  |
| Łączna liczna głosów                               | Łączna liczna głosów                  | Łączna liczna głosów              | 2 136 413     | 100   |         |         |         |         |  |
|                                                    |                                       |                                   |               |       |         |         |         |         |  |
| Głosy oddane                                       | Głosy oddane                          | Głosy oddane                      | 718 398       | 99,06 |         |         |         |         |  |
| Głosy nieważne                                     | Głosy nieważne                        | Głosy nieważne                    | 6838          | 0,94  |         |         |         |         |  |
| Łącznie                                            | Łącznie                               | Łącznie                           | 725 236       | 100   | 62      | 8       | 70      | 1       |  |
| Niegłosujący                                       | Niegłosujący                          | Niegłosujący                      | 216 483       | 22,98 |         |         |         |         |  |
| Uprawnieni do głosowania                           | Uprawnieni do głosowania              | Uprawnieni do głosowania          | 941 719       | 77,01 |         |         |         |         |  |

## Skutki

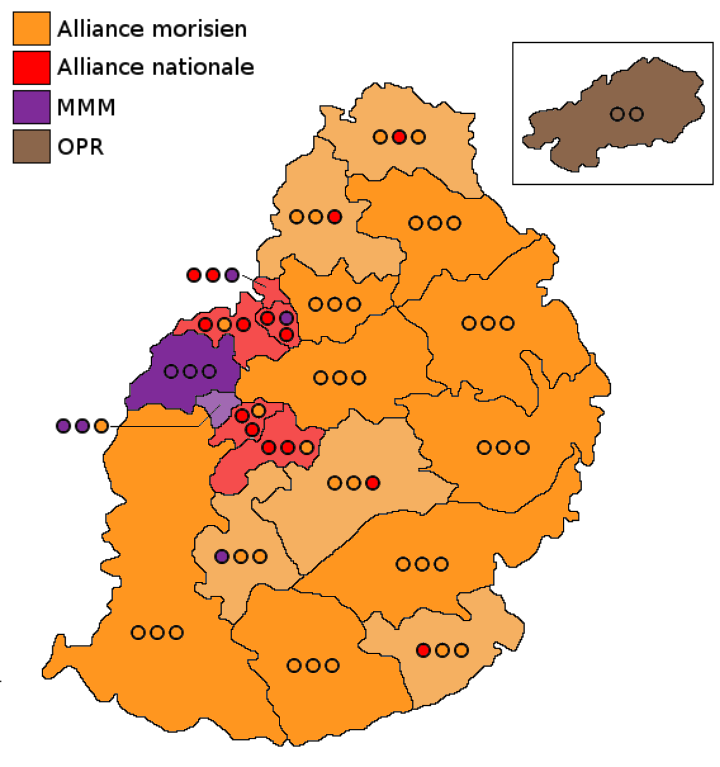
Miejsca w Zgromadzeniu Narodowym według partii i okręgów wyborczych w głosowaniu bezpośrednim

Pomimo utraty kilku miejsc, koalicja wyborcza Alliance Morisien premiera Jugnautha zdołała utrzymać bezwzględną większość, zdobywając 38 miejsc z 62 bezpośrednio wybieranych. Dzięki osiągniętemu zwycięstwu premier nie tylko utrzymał władzę, ale również zyskał legitymizację społeczną, której brakowało mu po uzyskaniu władzy od swojego ojca w 2017 roku. Dzień po głosowaniu Pravind Jugnauth ogłosił przed swoimi zwolennikami, że „otrzymał jasny mandat” do rządzenia.
Dwaj główni liderzy opozycji przyznali się do porażki 8 listopada, a Paul Bérenger z MMM wezwał do uszanowania wyników „bez goryczy”.
9 listopada komisja wyborcza przydzieliła miejsca „najlepszym przegranym”. Cztery miejsca trafiły do Alliance Morisien, trzy do National Alliance i jedno do MMM, głównie na korzyść kandydatów muzułmańskich i „ogółu populacji”. Wyniki wyborów pozwoliły również posłom Alliance Morisien wybrać następcę Barlena Vyapoory’ego, tymczasowego prezydenta Republiki Mauritiusu. Pośrednie wybory prezydenckie odbyły się 2 grudnia 2019 roku i zakończyły się jednogłośnym zwycięstwem kandydata zwycięskiej koalicji Prithvirajsinga Roopuna, który złożył przysięgę prezydencką tego samego dnia.